# HMS Reaper (1943)
HMS Reaper – lotniskowiec eskortowy typu Bogue marynarki brytyjskiej (Royal Navy) z okresu II wojny światowej. Wypożyczony od USA, gdzie na etapie budowy nosił nazwę USS Winjah (CVE-54) (początkowo AVG-54, ostatecznie ACV-54)
Stępkę okrętu położono 5 czerwca 1943 w Tacoma w stoczni Seattle-Tacoma Shipbuilding, jako USS „Winjah” (AVG-54). Został przeznaczony dla Wielkiej Brytanii w ramach umowy lend-lease 23 czerwca, a 15 lipca oznaczenie zmieniono na CVE-54. Zwodowany 22 listopada 1943, wszedł do brytyjskiej służby 18 lutego 1944.
Przemianowany na HMS Reaper (D82) lotniskowiec operował w składzie Royal Navy przez resztę II wojny światowej. 
Po dotarciu do Norfolk 13 maja 1946 „Reaper” został wycofany ze służby 20 maja i wrócił do rządu amerykańskiego. Zatwierdzony do rozdysponowania 14 czerwca, „Winjah” został skreślony z rejestrów floty 8 lipca, przerobiony na jednostkę handlową i sprzedany Waterman Steamship Company z Mobile 12 lutego 1947 jako MV „South Africa Star”. 
Jednostka została zezłomowana w Nikara (Japonia) w maju 1967.